# مارك ماثيوز
مارك ماثيوز (بالإنجليزية: Mark Matthews)‏ هو جندي أمريكي، ولد في 7 أغسطس 1894 في غرينفيل في الولايات المتحدة، وتوفي في 6 سبتمبر 2005 في واشنطن العاصمة في الولايات المتحدة بسبب ذات الرئة.